# Paliampela
Paliambela (řecky Παλιάμπελα, někdy také označovaná jako Paliampela, Thessaloniki) je osada v obci Volvi ve východní části okresu Soluň v Makedonii. Spolu s Nea Vrasnou a Vrasnou tvoří místní komunitu Vrasna. Podle sčítání lidu v roce 2011 má osada 45 obyvatel.

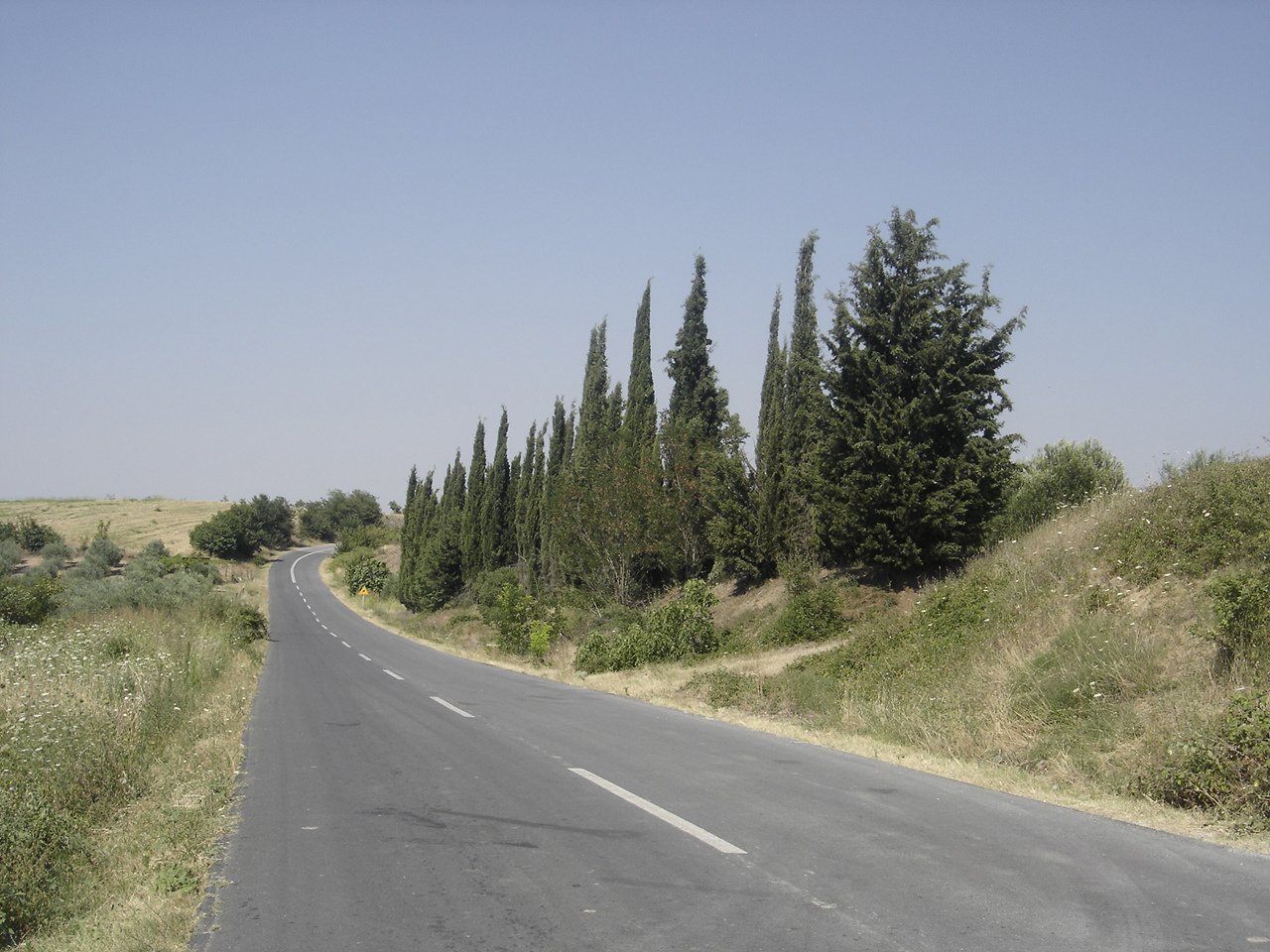
Cesta do Paliampely